# Miron Cristea

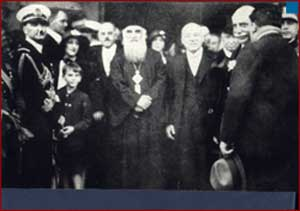
Patriarch Miron Cristea

Miron Cristea, geboren als Elie Cristea, (Toplița (Harghita), 20 juli 1868 - Cannes (Frankrijk), 6 maart 1939) was de eerste patriarch van 4 februari 1925 tot 6 maart 1939 van de Roemeens-orthodoxe Kerk, regent, premier en lid van de Roemeense Academie.
Hij studeerde aan het Saksisch gymnasium van Bistrița (1879-1883), aan het Grieks-katholiek lyceum van Năsăud en aan het Roemeens-orthodox seminarie van Sibiu. Hierna vertrok hij naar Boedapest waar hij filosofie studeerde aan de universiteit aldaar. In 1895 promoveerde hij op een proefschrift over Mihai Eminescu.
Miron Cristea werd in 1910 tot bisschop van Caransebeș gewijd. Na de Eerste Wereldoorlog maakte hij deel uit van een delegatie die bij koning Ferdinand de vereniging van Transsylvanië met Roemenië bepleitten. In 1919 werden Transsylvanië (Zevenburgen) definitief verenigd. In hetzelfde jaar werd Miron Cristea Metropoliet van Walachije en aartsbisschop van Boekarest en op 4 februari 1925, tijdens een Synode, als Miron I tot eerste Patriarch van de Roemeens-orthodoxe Kerk gekozen.
Van 20 juli 1927 tot 8 juni 1930 was hij een van de vier regenten voor de minderjarige koning Michaël. Op 8 juni 1930 werd Michaels vader Carol echter koning, en werd de regentschapsraad opgeheven.
Na het aftreden van premier Octavian Goga benoemde koning Carol II Patriarch Miron Cristea op 11 februari 1938 tot minister-president. Het Roemenië van die dagen was erg instabiel en de stabiliteit werd bedreigd door de fascistische IJzeren Garde. De patriarch was geen lid van een politieke partij en trachtte in opdracht van de koning politieke eenheid te smeden. Hij hekelde daarbij het politiek pluralisme ten gunste van de macht van de koning. Hij nam een wet aan waardoor 225.000 joden, 37 procent van de joodse gemeenschap in het land, hun Roemeens staatsburgerschap afgenomen werd.
Miron Cristea stierf op 6 maart 1939, tijdens een bezoek aan Cannes, Frankrijk. Hij was op dat moment nog steeds minister-president.
Miron · Nicodim · Justinian · Justin · Teoctist · Daniel